# Coppa San Geo 2007
La Coppa San Geo 2007, ottantatreesima edizione della corsa e valida come evento dell'UCI Europe Tour 2007 categoria 1.2, si svolse il 24 febbraio 2007 su un percorso di 157 km. Fu vinta dal croato Hrvoje Miholjević che giunse al traguardo con il tempo di 4h01'00".

## Ordine d'arrivo (Top 10)
| Pos. | Corridore           | Squadra      | Tempo    |
| ---- | ------------------- | ------------ | -------- |
| 1    | Hrvoje Miholjević   | Loborika     | 4h01'00" |
| 2    | Ermanno Capelli     | Unidelta     | s.t.     |
| 3    | Davide Ricci Bitti  | Finauto      | s.t.     |
| 4    | Davide Malacarne    | Zalf-Désirée | a 5"     |
| 5    | Cristiano Fumagalli | Filmop       | s.t.     |
| 6    | Emanuele Fornasier  | Marchiol     | s.t.     |
| 7    | Damian Walczak      | Norda-Atala  | s.t.     |
| 8    | Maksim Bel'kov      | Finauto      | s.t.     |
| 9    | Enrico Zen          | Filmop       | s.t.     |
| 10   | Massimo Iannetti    | Sammarin.    | s.t.     |